# Anatidae
Anatidae je porodica ptica u redu guščarica. Ova porodica obuhvaća između 7 i 10 potporodica (ovisi o autorima sistematike), gotovo 50 rodova i oko 150 vrsta. U ovu porodicu svrstane su i poznate potporodice kao prave patke (Anatinae), gušćarice (Anserinae) i rod gušćarica, labudovi (Cygnus). Često korišten regionalni naziv za patku je raca.

## Opis
Patke, guske i labudovi su malene do velike ptice izdužena tijela. Krila su kratka i šiljasta, a podupiru ih snažni mišići. Vrat je obično dug, ali ovo varira među vrstama. Noge su kratke i snažne i postavljene daleko odostraga. Kljunovi većine vrsta su ravni što je više ili manje izraženo. Njihovo perje je nepropusno za vodu. Mnoge patke pokazuju spolni dimorfizam, sa svjetlijim mužjacima i tamnijim ženkama. Labudovi, guske i patke zviždovke ne pokazuju nikakav spolni dimorfizam. Patke su vokalne ptice koje prave razne zvukove poput kvakanja i skiktanja što ovisi o vrsti; ženke često imaju dublji glas od mužjaka. 
Patke su uglavnom biljojedi kao odrasli i hrane se raznim vodenim biljakma, iako neke vrste jedu ribu, školjke i slične životinje. Vrste roda Mergus se hrane ribama i imaju nazubljen kljun. Kod mnogih vrsta mladunci se također hrane raznim beskralježnjacima, ali postanu biljojedi kad odrastu. 

## Rasprostranjenost
Ova porodica ima kozmopolitsku rasprostranjenost, i nastanjuje sve kontinente osim Antarktika. Također nastanjuju skoro sve otoke. Mnoge se vrste sele.

## Odnos s ljudima
Pored kokoški (Galliformes), vjerojatno niti jedna druga grupa ptica nema tako brojne i raznovrsne odnose s ljudima. Neke od njih su pripitomljene, a mnoge se love zbog hrane i rekreacije. Pet je vrsta izumrlo od 1600-te.